# سیرا وایرلس
سیرا وایرلس (انگلیسی: Sierra Wireless) شرکت مخابرات کانادایی-آمریکایی است، که در سال ۱۹۹۳ تأسیس شد.